# Віктор Діас Мігель
Віктор Діас Мігель (ісп. Víctor Díaz Miguel, нар. 12 червня 1988, Севілья) — іспанський футболіст, захисник клубу «Гранада».

## Клубна кар'єра
Народився 12 червня 1988 року в місті Севілья. Вихованець футбольної школи «Севільї».
У дорослому футболі дебютував 2006 року виступами за команду «Севілья Атлетіко», в якій провів чотири сезони.
Наступними командами в ігровій кар'єрі футболіста були «Реал Ов'єдо», «Сельта Б», «Луго», «Рекреатіво» та «Леганес».
2017 року приєднався до команди «Гранада».

## Виступи за збірну
2007 року провів сім матчів за юнацьку збірну Іспанії (U-19).

## Титули і досягнення
- Чемпіон Європи (U-19): 2007